# Confitería Los Dos Chinos
Los Dos Chinos fue una de las más tradicionales confiterías de Buenos Aires, Argentina.

## Historia
Abrió el 11 de octubre de 1862 en la esquina de Chacabuco y Potosí (hoy Alsina) fundada dos franceses que habían sido mayordomos en barcos que cubrían el trayecto a Asia. En uno de esos viajes habían adquirido un par de figuras de yeso que representaban a dos chinos, con largas trenzas, finos bigotes  y puntiagudos bonetes y las colocaron a cada lado de la entrada. Fueron estas figuras exóticas, que llamaban la atención de la gente, las que motivaron el nombre del local.
En 1873 el negocio fue comprado por el repostero italiano Carlos Gontaretti,  quien adquirió el establecimiento en sociedad con su hermano Giovanni, y las esposas de ambos (hermanas entre sí) se ocupaban de elaborar los productos tanto dulces como salados, que antes de la adquisición del local sus maridos salían a vender por las calles de Buenos Aires.  El local se convirtió además en una escuela de reposteros.
El tenor Enrico Caruso, enamorado de Buenos Aires desde su primera visita en 1899, solía frecuentarla. En honor a él la confitería  bautizó un postre con su nombre.
En julio de 1890  el negocio se  trasladó a la esquina del frente. Enfrente se encontraba la farmacia de Los Angelitos y a pocos metros, sobre Chacabuco, funcionó durante mucho tiempo la redacción de la revista Caras y Caretas. Varios políticos la frecuentaron, como por ejemplo Domingo F. Sarmiento, Luis Sáenz Peña y Manuel Quintana, Bartolomé Mitre, Nicolás Avellaneda y Julio A. Roca.
Eran especialidades de la casa el pan dulce en sus variantes, el milanés y el genovés y sus turrones, tipo Alicante, de Jijona y los mazapanes.
Organizaban recepciones, y hacían envíos a todo el país. Ofrecía un surtido de bombones con más de 120 gustos,  fabricados “con los cacaos más selectos y los azúcares y frutas más finas del país”. En 1933 al fallecer Gontaretti, sus hijos continuaron con el negocio.
La confitería volvió a su lugar de origen hacia 1974, siendo frecuentada por Jorge Luis Borges, Leopoldo Torre Nilsson, Aníbal Troilo, y deportistas como Roberto De Vicenzo y Guillermo Vilas.
En 1975 tuvo otra sede en la calle Brasil 780, en el barrio de Constitución, donde instaló su casa matriz, a la que luego adosó un hotel. Y luego otras sucursales más, como la de Cabildo y Juramento , en el barrio de Belgrano.
En 2009 cerró sus puertas. En 2011 el empresario Ricardo Fernández compró algunos inmuebles que habían quedado a nombre de esa sociedad y con el arquitecto Víctor Dellavechia reconstruyeron la marca y concretaron la vuelta a fines de 2015 reabriendo el local de Callao al 1025, sin embargo fue cerrado hacia 2017.